# Cristal (Rio Grande do Sul)
Cristal – miasto i gmina w Brazylii, w stanie Rio Grande do Sul. Znajduje się w mezoregionie Sudeste Rio-Grandense i mikroregionie Pelotas.